# Pányok, Borsod-Abaúj-Zemplén
Pányok este un sat în districtul Gönc, județul Borsod-Abaúj-Zemplén, Ungaria, având o populație de 73 de locuitori (2011). 

## Demografie
Componența etnică a satului Pányok
     Maghiari (100%)
Componența confesională a satului Pányok
     Reformați (67,12%)
     Fără religie (8,22%)
     Necunoscută (24,66%)
Conform recensământului din 2011, satul Pányok avea 73 de locuitori. Din punct de vedere etnic, majoritatea locuitorilor (100,0%) erau maghiari.  Din punct de vedere confesional, majoritatea locuitorilor (67,12%) erau reformați, cu o minoritate de persoane fără religie (8,22%). Pentru 24,66% din locuitori nu este cunoscută apartenența confesională.